# Vilarello (Láncara)
Vilarello (llamada oficialmente San Pedro de Vilarello) es una parroquia y una aldea española del municipio de Láncara, en la provincia de Lugo, Galicia.

## Organización territorial
La parroquia está formada por siete entidades de población:
- A Veiga de Abaixo*
- Corral de Abaixo (O Curral de Abaixo)
- Lousadela
- Prédes (Prédez)
- Ribeira de Vilapape (A Ribeira de Vilapape)
- Veiga de Anzuelos (A Veiga de Anzuelos)
- Vilarello*

## Demografía

### Parroquia
| Gráfica de evolución demográfica de Vilarello (parroquia) entre 2000 y 2020 |
|                                                                             |
| Datos según el nomenclátor publicado por el INE.                            |

### Aldea
| Gráfica de evolución demográfica de Vilarello (aldea) entre 2000 y 2020 |
|                                                                         |
| Datos según el nomenclátor publicado por el INE.                        |